# Komutant
Komutant – szczególna podgrupa danej grupy pomocna przy badaniu jej przemienności.

## Definicja
Niech {\displaystyle G} będzie grupą, zaś {\displaystyle A,\ B\subseteq G} dowolnymi jej podzbiorami. Komutantem {\displaystyle [A,B]} zbiorów {\displaystyle A} i {\displaystyle B} nazywa się podgrupę generowaną przez wszystkie komutatory {\displaystyle [a,b]=aba^{-1}b^{-1},} gdzie {\displaystyle a\in A} i {\displaystyle b\in B.}
Komutantem lub pochodną grupy {\displaystyle G} nazywa się komutant {\displaystyle [G,G]} oznaczany też {\displaystyle G'} lub {\displaystyle G^{(1)}.} Indukcyjnie definiuje się także n-tą pochodną grupy {\displaystyle G} jako: {\displaystyle G^{(n+1)}={\big [}G^{(n)},G^{(n)}{\big ]};} definiuje się również {\displaystyle G^{(0)}=G.}

## Własności
- Jeżeli dla pewnego {\displaystyle n} grupa {\displaystyle G^{(n)}} jest trywialna, to {\displaystyle G} jest grupą rozwiązalną (jest to jedna z alternatywnych definicji).
- Jeżeli grupa {\displaystyle [G,\;G]} jest trywialna, to {\displaystyle G} jest abelowa.
- Komutant grupy jest jej podgrupą charakterystyczną, a zatem podgrupą normalną.

## Abelianizacja
Grupę ilorazową {\displaystyle G/[G,G]} oznaczaną {\displaystyle G_{\mathrm {ab} }} bądź {\displaystyle G^{\mathrm {ab} }} nazywa się abelianizacją bądź uprzemiennieniem grupy {\displaystyle G.} Abelianizacja grupy, jak sama nazwa wskazuje, jest grupą abelową. Jest to największa grupa abelowa będąca obrazem {\displaystyle G.} Co więcej, grupa ilorazowa {\displaystyle G/H} jest abelowa wtedy i tylko wtedy, gdy {\displaystyle H} zawiera {\displaystyle [G,G].} „Wysoce nieprzemienne” grupy, czyli takie, których abelianizacje są grupami trywialnymi nazywane są grupami doskonałymi.